# كيفن كونواي
كيفن كونواي (بالإنجليزية: Kevin Conway)‏ هو سائق سباق أمريكي، ولد في 15 أبريل 1979 في كورنيليوس في الولايات المتحدة.

## وصلات خارجية
- كيفن كونواي على موقع Racing-Reference.info (الإنجليزية)